# Baht Oyunu
Baht Oyunu (bra: Jogos do Destino) é uma telenovela turca de comédia romântica exibida pelo Kanal D na Turquia em 2021. A trama é uma produção da ARC Film, criada e escrita por Fatih Enes Ömeroğlu com a colaboração de Erkan Birgören, Elif Tuna Kıygı e Tunus Taşçı. A direção da novela corre a cargo de Serdar Gözelekli.
A obra é protagonizada por Cemre Baysel e Aytaç Şaşmaz, e antagonizada por İdris Nebi Taşkan e Aslı Sümen. Na Turquia, o folhetim era exibido apenas uma vez na semana, com capítulos de 120 min às terças-feiras. Devido aos baixos índices de audiência, o final da trama foi apressado em alguns meses. No Brasil, a plataforma de streaming nacional, Globoplay, adquiriu os direitos da novela para adicioná-la em seu catálogo.

## Enredo
Ada (Cemre Baysel) é uma jovem supersticiosa e acredita que as mulheres de sua família são amaldiçoadas, e devem se casar com seu primeiro namorado. Ela teme isso, pois todas suas tias que não casaram com seu primeiro amor fracassaram em seguida. Por isso, Ada faz o possível para manter seu casamento de aparências com  Rüzgar (İdris Nebi Taşkan), um jovem que casou com ela para conseguir cidadania turca.
Quando chega o dia em que Rüzgar consegue a cidadania, Ada acredita que ele vai pedi-la em casamento, agora de verdade. Porém, ela tem uma decepção ao vê-lo aos beijos com outra mulher. Decidida a preservar seu casamento, Ada passa a trabalhar na mesma empresa de Rüzgar, para conquistá-lo. No entanto, ela terá que lidar com seu chefe rabugento, Bora (Aytaç Şaşmaz). A convivência com o chefe, novos aprendizados e um dilema moral mostrarão para Ada que o destino pode ser reescrito.